# Zborovy
Obec Zborovy se nachází v okrese Klatovy, kraj Plzeňský. Žije zde 141 obyvatel.

## Historie
První písemná zmínka o obci pochází z roku 1418.

## Pamětihodnosti
- Kostel svatého Jana Křtitele – původně rotunda z doby kolem poloviny 13. století, barokně přestavěná
- Boží muka
- Socha svatého Jana Nepomuckého